# Sobiemyśl
Sobiemyśl [sɔˈbjɛmɨɕl] (tiếng Đức: Frankenberg) là một ngôi làng thuộc khu hành chính của Gmina Gryfino, thuộc hạt Gryfino, West Pomeranian Voivodeship, ở phía tây bắc Ba Lan, gần biên giới Đức.
Trước năm 1945, khu vực này là một phần của Đức.